# Заната
Заната́ — село (аул) в Шамильском районе Дагестана. Входит в состав сельского поселения «Сельсовет „Батлухский“».

## Географическое положение
Расположено в 6 км к северу от районного центра села Хебда.

## Население
| 1888 | 1895 | 1926 | 1939 | 1970 | 1989 | 2002 |
| ---- | ---- | ---- | ---- | ---- | ---- | ---- |
| 201  | ↗202 | ↘159 | ↗172 | ↘162 | ↘147 | ↗156 |
| 2010 | 2021 |      |      |      |      |      |
| ↗201 | ↗275 |      |      |      |      |      |

## Известные уроженцы
- Давудов Омар Малаевич — доктор исторических наук, профессор.